# 拉瓦卡特龍屬
拉瓦卡特龍（屬名：Lavocatisaurus，意為「雷內·拉瓦卡特的蜥蜴」）是一屬雷巴齊斯龍科的蜥腳下目恐龍，來自白堊紀早期（阿普第階至阿爾比階）阿根廷巴塔哥尼亞內烏肯盆地的雷尤守組。

## 敘述

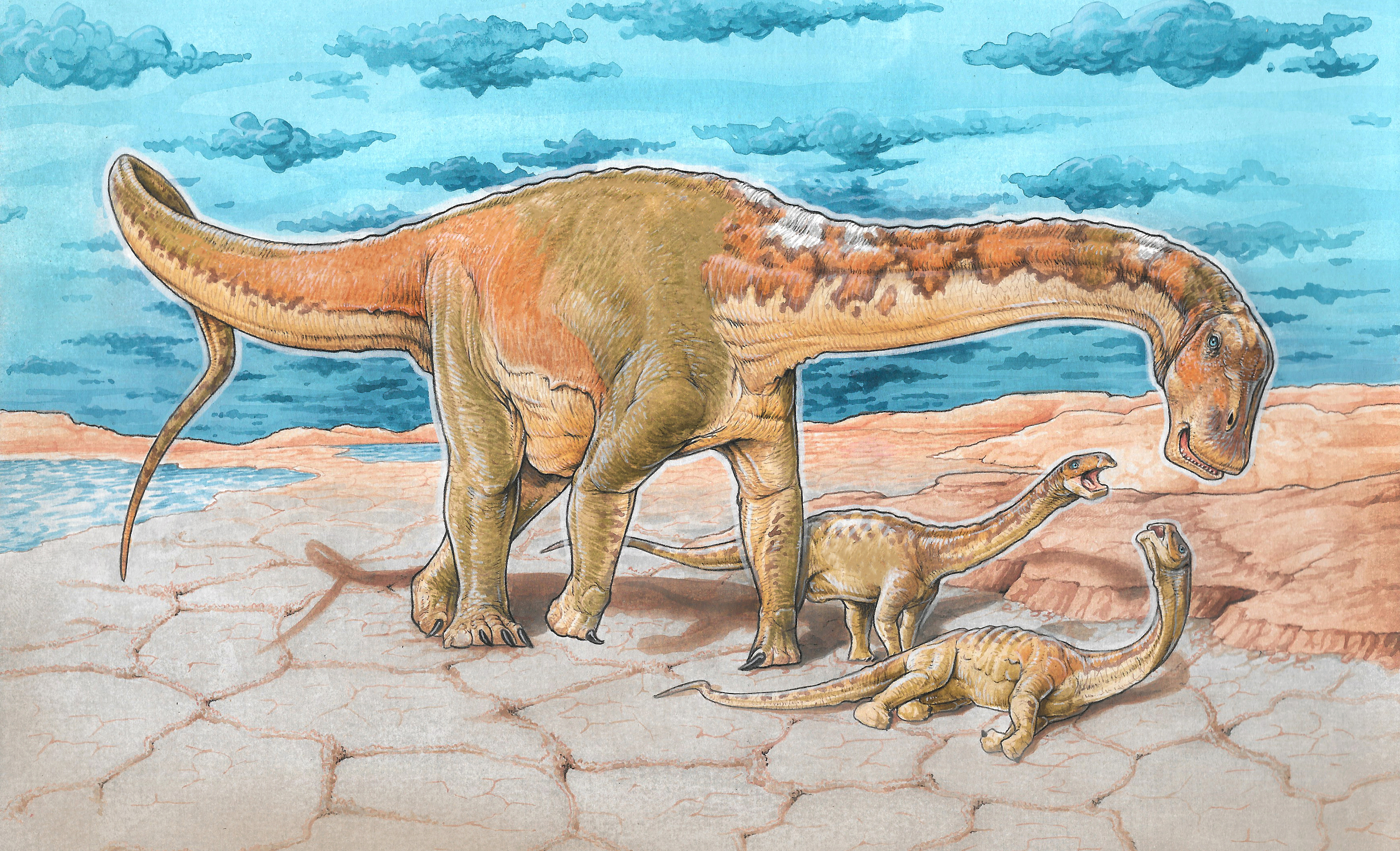
已知個體（成體和少年體）的復原圖

拉瓦卡特龍是種中型蜥腳類，也是雷尤守組少數已知的恐龍之一。所知來自一些成體和少年體的標本，其中幾乎包含所有解剖部位的材料。成體標本目前仍在清修中，因此敘述的化石來自多個少年個體。頭骨加長並與梁龍形狀相似。頭骨大部分保存良好，並提供進一步證據暗示著某些蜥腳類可能具有覆蓋嘴部前緣的喙狀角質鞘。

## 分類
卡努多等人（2018）的系統發生學分析發現拉瓦卡特龍是基礎雷巴齊斯龍科。他們將牠列為相對於其他基礎雷巴齊斯龍科的衍化位置，並與克巴什龍類（由利邁河龍亞科與雷巴齊斯龍亞科組成的演化支）互成姊妹群。